# Моркунас, Казимерас Йоно
Казимерас Йоно Моркунас (4 марта 1925, Жежмаряй, Каунасский уезд — 22 января 2014, Вильнюс) — советский, литовский художник, мастер литого витража. Народный художник СССР (1985).

## Биография
Казимерас Моркунас родился 4 марта 1925 года в Жежмаряе (Литва).
В 1946—1951 годах учился в Каунасском институте прикладного и декоративного искусства у С. Ушинскаса, затем в Художественном институте Литовской ССР в Вильнюсе (ныне Вильнюсская художественная академия), с 1952 года там же преподавал.
Его ранние работы выполнены в традиционной свинцово-паечной технике из тонкого цветного и зеркального стекла («Утро», 1960, для Центральной аптеки в Москве, «Пирчюпис» (1961); «Эгле — королева ужей» для санатория в Друскининкай, 1956—1960).
Начиная с 1960 года один из первых начал работать с литым цветным стеклом на цементной связке. Именно с этими работами к художнику пришла известность. Участвовал в международных выставках (витраж «Гимн труду» на международной выставке «Экспо-67» в Монреале (Канада, 1967), витраж «Советская молодежь» на международной выставке «Экспо-70» в Осака (Япония, 1970).
Из последних работ — тема Грюнвальдской битвы 1410 года. Разработка этой темы в нескольких работах завершилась в 2012 году созданием грандиозного стеклянного полотна для второго здания Сейма Литвы в Вильнюсе.
Скончался в 22 января 2014 года в Вильнюсе. Похоронен на Антакальнисском кладбище.

## Награды и звания
- Заслуженный деятель искусств Литовской ССР (1974)
- Народный художник СССР (1985)
- Государственная премия СССР (1985) — за мемориальный комплекс IX форта в Каунасе
- Государственная премия Литовской ССР (1973)
- Премия Правительства Литвы в области культуры и искусства (2013)
- Орден «Знак Почёта»
- Офицер ордена Великого князя Литовского Гядиминаса (2000)

## Работы
- «Эгле — королева ужей» (для санатория в Друскининкай, 1956—1960)
- «Утро» (зеркальное цветное стекло, для Центральной аптеки в Москве, 1960)
- «Пирчюпис» (1961, Галерея витража и скульптуры в Каунасе)
- «Весна» (1963—1965; Галерея витража и скульптуры в Каунасе)
- «Борьба» и «Встреча героев» (для монумента Советской Армии-освободительницы в Крижкальнисе, 1972)
- «Праздник» (для здания правительства Литовской ССР, 1978)
- «Непобеждённая Литва» (для музея IX форта в Каунасе, 1984)
- «Грюнвальдская битва» (для второго здания Сейма Литвы в Вильнюсе, 2012)